# Vadis Odjidja-Ofoe
Vadis Odjidja-Ofoe (ur. 21 lutego 1989 w Gandawie) – belgijski piłkarz ghańskiego pochodzenia występujący na pozycji pomocnika. W latach 2010–2011 reprezentant Belgii.

## Kariera klubowa
Ojciec Odjidjy-Ofoe pochodzi z Ghany, a matka jest rodowitą Belgijką. Vadis urodził się w Gandawie i tam też rozpoczął karierę piłkarską w klubie KAA Gent. Występował w juniorach tego klubu, a następnie podjął treningi w młodzieżowej drużynie Anderlechtu. W 2007 przeszedł do dorosłej drużyny tego klubu, a 9 grudnia 2007 zadebiutował w pierwszej lidze w przegranym 3:4 wyjazdowym spotkaniu z Sint-Truidense VV. 22 grudnia tamtego roku w meczu z RAEC Mons (3:2) strzelił pierwszego gola w profesjonalnej karierze.
W trakcie sezonu 2007/2008, w zimowym oknie transferowym, Odjidja-Ofoe przeszedł za 400 tysięcy euro do Hamburger SV. 17 lutego 2008 zanotował debiut w Bundeslidze w zwycięskim 3:0 meczu z VfL Bochum. Przez cały rok 2008 rozegrał w barwach Hamburger SV dwa spotkania ligowe.
Na początku 2009 Odjidja-Ofoe wrócił do Belgii i został piłkarzem Club Brugge, które kupiło go za 900 tysięcy euro. Swoje pierwsze spotkanie w barwach Brugge rozegrał 17 stycznia 2009 przeciwko KV Mechelen (3:0). W rundzie wiosennej sezonu 2008/09 był podstawowym zawodnikiem Brugge.
W 2014 przeszedł do Norwich City. Podpisał trzyletni kontrakt z opcją przedłużenia o 12 miesięcy.
5 sierpnia 2016 podpisał dwuletni kontrakt z Legią Warszawa. 2 listopada 2016 zdobył bramkę w meczu z Realem Madryt (na 1:2, cały mecz zakończył się rezultatem 3:3) za co otrzymał od UEFA nagrodę za najładniejszą bramkę 4. kolejki fazy grupowej Ligi Mistrzów. O zdobyciu nagrody decydowało głosowanie internautów, w którym zdobył 47% głosów. Ponadto bramka ta uzyskała 3% głosów (co dało 7. miejsce) na najładniejszą bramkę sezonu 2016/2017 Ligi Mistrzów. Była to pierwsza zdobyta bramka dla warszawskiego zespołu w 16 oficjalnym występie. 18 listopada 2016 w wygranym 4:1 meczu 16. kolejki Ekstraklasy z Jagiellonią Białystok, strzelił swojego pierwszego gola w polskiej lidze.
9 lipca 2017 podpisał trzyletni kontrakt z greckim klubem Olympiakos SFP.

## Kariera reprezentacyjna
W latach 2010–2011 występował w reprezentacji Belgii.

## Statystyki kariery
(aktualne na dzień 23 października 2017)
| Klub                    | Sezon              | Liga               | Liga | Liga | Puchar kraju | Puchar kraju | Puchar ligi | Puchar ligi | Europa | Europa | Suma | Suma |
| Klub                    | Sezon              | Liga               | M    | B    | M            | B            | M           | B           | M      | B      | M    | B    |
| ----------------------- | ------------------ | ------------------ | ---- | ---- | ------------ | ------------ | ----------- | ----------- | ------ | ------ | ---- | ---- |
| RSC Anderlecht          | 2007/08            | Eerste klasse      | 3    | 1    | 0            | 0            | 0           | 0           | 0      | 0      | 3    | 1    |
| Hamburger SV            | 2007/08            | Bundesliga         | 2    | 0    | 0            | 0            | 0           | 0           | 0      | 0      | 2    | 0    |
| Hamburger SV            | 2008/09            | Bundesliga         | 0    | 0    | 0            | 0            | 0           | 0           | 0      | 0      | 0    | 0    |
| Club Brugge             | 2008/09            | Eerste klasse      | 16   | 0    | 0            | 0            | –           | –           | 0      | 0      | 16   | 0    |
| Club Brugge             | 2009/10            | Eerste klasse      | 35   | 4    | 3            | 0            | –           | –           | 12     | 1      | 50   | 5    |
| Club Brugge             | 2010/11            | Eerste klasse      | 37   | 6    | 2            | 0            | –           | –           | 7      | 0      | 46   | 6    |
| Club Brugge             | 2011/12            | Eerste klasse      | 29   | 4    | 2            | 0            | –           | –           | 10     | 1      | 41   | 5    |
| Club Brugge             | 2012/13            | Eerste klasse      | 31   | 5    | 2            | 0            | –           | –           | 9      | 1      | 42   | 6    |
| Club Brugge             | 2013/14            | Eerste klasse      | 30   | 3    | 2            | 0            | –           | –           | 0      | 0      | 32   | 3    |
| Club Brugge             | 2014/15            | Eerste klasse      | 3    | 0    | 0            | 0            | –           | –           | 1      | 0      | 4    | 0    |
| Norwich City            | 2014/15            | Championship       | 5    | 0    | 0            | 0            | 1           | 0           | –      | –      | 6    | 0    |
| Rotherham United (wyp.) | 2015/16            | Championship       | 4    | 1    | 0            | 0            | 0           | 0           | –      | –      | 4    | 1    |
| Norwich City            | 2015/16            | Premier League     | 10   | 0    | 1            | 0            | 2           | 0           | –      | –      | 13   | 0    |
| Legia Warszawa          | 2016/17            | Ekstraklasa        | 31   | 4    | 1            | 0            | –           | –           | 10     | 1      | 42   | 5    |
| Olympiakos SFP          | 2017/18            | Superleague        | 7    | 1    | 0            | 0            | –           | –           | 7      | 1      | 14   | 2    |
| Ogólnie w karierze      | Ogólnie w karierze | Ogólnie w karierze | 243  | 29   | 13           | 0            | 3           | 0           | 56     | 5      | 315  | 34   |

## Sukcesy

### Legia Warszawa
- Mistrzostwo Polski: 2016/2017

### Indywidualne
- Piłkarz miesiąca Ekstraklasy: listopad 2016[9]
- Piłkarz sezonu Ekstraklasy: 2016/2017[10]
- Pomocnik sezonu Ekstraklasy: 2016/2017[10]